# Château d'Yquem

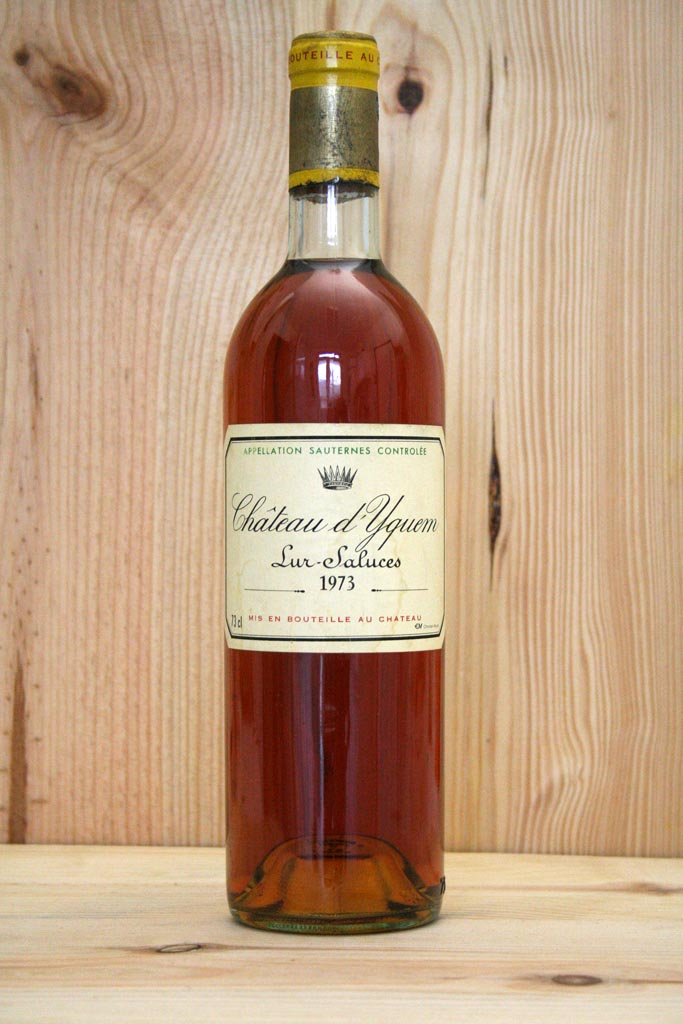
Una botella de Château d'Yquem 1973.

Château d'Yquem es un vino Premier Cru Supérieur procedente de la región de Sauternes, en la parte meridional del viñedo de Burdeos.
En la clasificación oficial del vino de Burdeos de 1855, Château d'Yquem fue el único Sauternes al que se le dio esta categoría, indicando así la superioridad que se percibía y su alto precio respecto al resto de los vinos de su tipo. Los vinos de Château d'Yquem se caracterizan por su complejidad, concentración y dulzura. Una acidez relativamente alta permite equilibrar su dulzura. Otra característica por la que son conocidos los vinos Château d'Yquem es su longevidad. En un buen año, una botella sólo empezará a mostrar sus cualidades después de una o dos décadas de bodega, y con un cuidado adecuado se mantendrá durante un siglo o más, añadiendo gradualmente capas de sabor y por lo tanto tonos frutales no detectados.
Desde 1959, Château d'Yquem ha producido un vino blanco seco llamado Ygrec (esto es, "y griega"), elaborado con una proporción igual de semillón y sauvignon blanc. Este vino no se produce en todas las cosechas.

## Historia
El Château d'Yquem en sí se sabe que lo adquirió Jacques de Sauvage en diciembre de 1593. De Sauvage adquirió la propiedad permutando otras tierras que le pertenecían por ser lo que entonces se llamaba la "casa de Yquem". Fue adquirido a la monarquía francesa. El lugar ha albergado un viñedo desde al menos el año 1711 cuando la finca se hizo propiedad plena de Léon de Sauvage d'Yquem. En 1785 pasó a la familia Lur-Saluces cuando Françoise-Joséphine de Sauvage d'Yquem se casó con el conde Louis-Amédée de Lur-Saluces, el ahijado de Luis XV y Victoria de Francia. El señor de Lur-Saluces murió tres años después, y su esposa a partir de entonces centró su energía en mantener y mejorar la finca; de hecho, el Château tal como se ve hoy es en gran medida obra de ella, así como de sus descendientes, que gestionaron la propiedad a lo largo de doscientos años y cuyo nombre permanece en la etiqueta hasta la actualidad.
Mientras estaba de embajador en Francia, Thomas Jefferson visitó el castillo y más tarde escribió, "Sauterne.sic Este es el mejor vino blanco de Francia y el mejor es el que hace el señor de Lur-Saluces." Jefferson encargó 250 botellas de la cosecha de 1784 para él, y más botellas para George Washington. No obstante, en aquel tiempo, la técnica de permitir que la podredumbre noble infectara las uvas aún no se había descubierto, de manera que el vino que Jefferson bebió era un vino dulce diferente. Cabe destacar que el tamaño de Château d'Yquem era, sin embargo, el mismo en 1788 que hoy.
Durante la mayor parte del siglo XX, el Château fue dirigido por el marqués Bernard de Lur-Saluces quien desarrolló su estatus hasta su muerte en 1968. Desde 1996, Château d'Yquem es propiedad del gigante del lujo francés LVMH, quien compró el 51 % del Château a la familia del conde Alexandre de Lur-Saluces después de una amarga disputa familiar, aunque se le mantuvo como director de la finca. Entre los rechazados en la compra del viñedo están AXA (el gigante asegurador francés), Coca-Cola, Nestle, Philip Morris, RJR Nabisco, Seagram's y Diageo. Las amargas batallas legales siguieron después de la venta y el 17 de mayo de 2004, el conde se retiró y fue reemplazado por el director de Château Cheval Blanc, Pierre Lurton. Se sabe que el conde se dedicaba en particular a mantener la calidad, llegando a rechazar todo un lote de vino si no le gustaba el resultado de una prueba al azar.
En 2006 un "vertical" (conteniendo cada cosecha desde 1860 hasta 2003, excepto los años en que no se produjeron) de 135 años se vendió en una subasta en Londres por millón y medio de dólares, uno de los precios más altos pagados nunca por un único lote de vino. También ese año, Dior y Château d'Yquem se unieron para crear un producto único para el cuidado de la piel realizado con la savia de las vides de Yquem.

## Producción

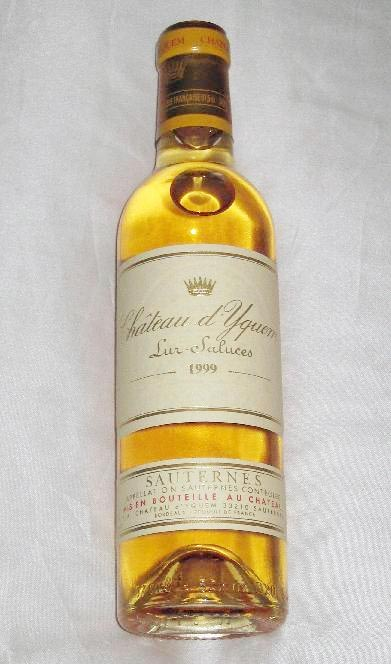
Media botella de Yquem 1999.

El viñedo se extiende a 113 hectáreas entre los pueblos de Sauternes y Fargues, aunque sólo alrededor de 100 ha están en producción cada vez. Las vides consisten en alrededor de un 80 % de semillón y un 20% de sauvignon blanc, aunque la productividad de esta última significa que las proporciones son más iguales en el vino final. El éxito de Yquem se basa principalmente en la susceptibilidad del lugar al ataque de la podredumbre noble, Botrytis cinerea.
La cosecha se programa cuidadosamente, y al menos media docena de "tris" (selección) se llevan a cabo cada año para asegurarse de que sólo las uvas botritizadas son seleccionadas. La cosecha resultante nunca alcanza más de 900 litros por hectárea, en comparación con los usuales 2.000-3.000 litros de Sauternes. Las uvas se prensan tres veces y se transfieren a barrica de roble para que maduren a lo largo de un periodo de tres años y medio.
De media se producen cada año sólo 65.000 botellas. En una mala cosecha, puede que toda la producción se considere indigna del nombre del Château; esto ha ocurrido 9 veces en el siglo XX: 1910, 1915, 1930, 1951, 1952, 1964, 1972, 1974 y 1992 y de momento una en el siglo XXI: 2012.
Siendo un vino de vida extremadamente larga, las botellas de 100 años de antigüedad y aún más pueden encontrarse en excelentes condiciones si se mantienen adecuadamente.